# 高超音速技術載具2

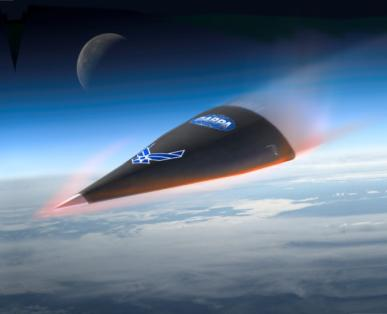
藝術家對高超音速技術載具HTV-2重返大氣層的想像畫面

高超音速技術載具2（英語：Hypersonic Technology Vehicle 2,HTV-2）是作為美國國防高等研究計畫署獵鷹計畫的一部分開發的實驗性高超音速滑行飛行器，能夠以17.53馬赫（21,000 km/h）的速度飛行。它是一項技術試驗平台，可使用無人高超音速轟炸機在1小時內為美國提供達到世界任何目標的能力(即時全球打擊)。